# Canton (Nueva York)
Canton es un pueblo ubicado en el condado de St. Lawrence en el estado estadounidense de Nueva York. En el censo de los Estados Unidos de 2020 tenía una población de 11,638 habitantes y una densidad poblacional de 104.9 personas por milla² (40.5 por km²).

## Geografía
Canton se encuentra ubicado en las coordenadas 44°35′51″N 75°10′16″O / 44.59750, -75.17111.

## Demografía
Según la Oficina del Censo en 2000 los ingresos medios por hogar en la localidad eran de $36,875, y los ingresos medios por familia eran $43,819. Los hombres tenían unos ingresos medios de $33,993 frente a los $25,989 para las mujeres. La renta per cápita para la localidad era de $14,896. Alrededor del 12.4% de la población estaban por debajo del umbral de pobreza.